# Patrick Lerno
Patrick Lerno (* 21. September 1956 in Aalst; † 26. August 2008 in Zele) war ein belgischer Radrennfahrer und nationaler Meister im Radsport.

## Sportliche Laufbahn
1978 gelang ihm als Amateur der Titelgewinn in der Mannschaftsverfolgung. Mit ihm wurden Hendrik Caethoven, Luc Colijn und François Caethoven Meister. Im Punktefahren wurde er Vize-Meister hinter Etienne Ilegems. 1977 wurde er mit Hendrik Caethoven als Partner Dritter der Meisterschaft im Zweier-Mannschaftsfahren.
1978 trat er ins Lager der Berufsfahrer über. Sein erstes Radsportteam war die belgische Mannschaft Safir-Beyers-Ludo.
Sein bedeutendster Erfolg als Profi war der Sieg im Rennen Nationale Sluitingprijs. In Belgien konnte er eine Reihe von Rundstreckenrennen und Kriterien gewinnen. Zum Ende der Saison 1983 beendete er seine sportliche Laufbahn.  